# Åmål

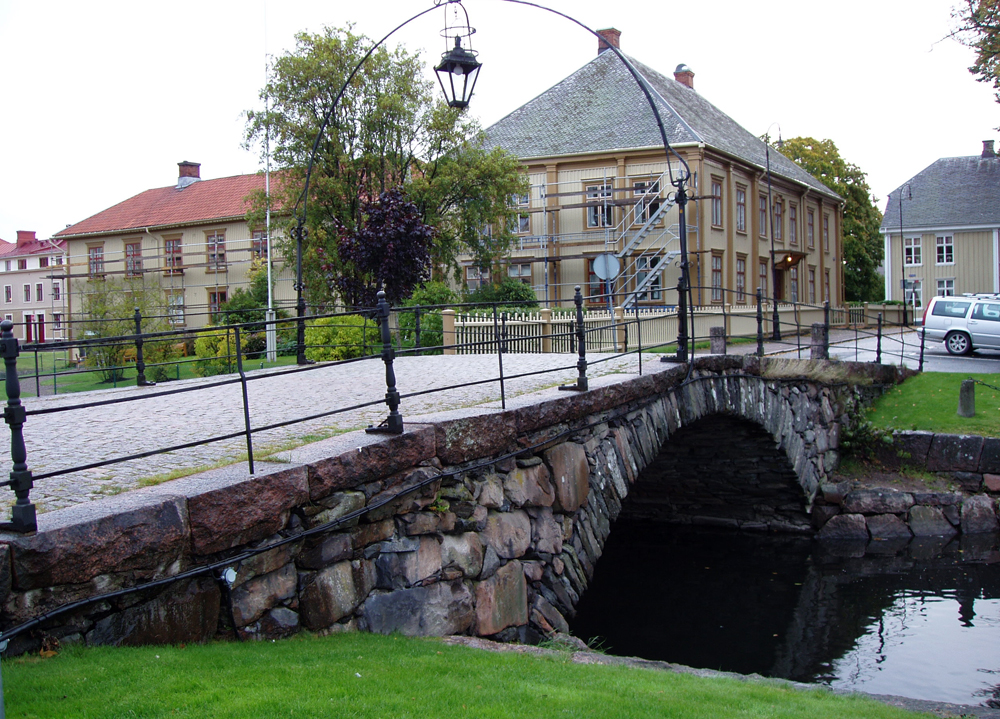
Mellanbrogatan im Stadtzentrum von Åmål

Åmål [oːmoːl] ist eine Stadt im schwedischen Dalsland. Der Hauptort der gleichnamigen Gemeinde in der Provinz Västra Götalands län liegt am Westufer des Sees Vänern etwa 70 Kilometer südwestlich von Karlstad und 180 km nördlich von Göteborg an der Europastraße 45.
Die Stadt ist Schauplatz des international erfolgreichen Films Fucking Åmål (deutsch Raus aus Åmål), der aber in Trollhättan gedreht wurde.

## Geschichte
Åmål wurde 1640 an strategischer Lage nahe der schwedisch-norwegischen Grenze gegründet und erhielt drei Jahre später das Stadtrecht. In den folgenden Jahrzehnten wurde die Stadt zwei Mal durch Truppen geplündert.
Ein wirtschaftlicher Aufschwung erfolgte im 18. Jahrhundert, und als die Stadt Ende des 19. Jahrhunderts an die Vänerbana angeschlossen wurde und Eisenbahnwerkstätten nach Åmål verlegt wurden, begann auch ihr industrieller Aufschwung, was sich in einem starken Bevölkerungswachstum Anfang des 20. Jahrhunderts ausdrückte.
Die 1806 erbaute Kirche von Åmål ersetzte die alte Kirche des Ortes aus dem 17. Jahrhundert.

## Stadtbild
Åmål wurde durch einen Brand 1901 weitgehend zerstört. Daher ist der größte Teil der Bebauung aus dem 20. Jahrhundert, mit Ausnahme des kleinen Stadtviertels Plantaget am Ostufer des Flüsschens Åmålsån, dessen Holzhäuser aus dem Beginn des 18. Jahrhunderts stammen und teilweise als Kulturdenkmäler geschützt sind.

## Wirtschaft
Åmål ist heute eine Industriestadt mit vorwiegend Maschinen- und Autoindustrie (Zulieferindustrie). Auch die Eisenbahnwerkstätten, die die Industrialisierung eingeleitet haben, liegen noch in der Stadt. Drei industriegeschichtliche und technische Museen beschreiben die industrielle Entwicklung Åmåls. Tourismus spielt aufgrund des Vänerhafens und des seenreichen Hinterlandes ebenfalls eine Rolle.

## Kultur
Seit 1992 findet in Åmål jeweils Anfang Juli das mittlerweile 4-tägige Åmål's Blues Fest statt, das Blues-Musiker von internationalem Rang anzieht. Das Åmål's Blues Fest wird von der Åmål's Blues Förening organisiert. Viele Musiker treten tagsüber an einer Vielzahl von Veranstaltungsorten in Åmål kostenlos auf. Nur abendliche Auftritte sind in der Regel kostenpflichtig.

## Persönlichkeiten
- Johan Gabriel Sparwenfeld (1655–1727), Philologe, Diplomat und Sammler von historischen Dokumenten
- Sigvard Hultcrantz (1888–1955), Sportschütze und Offizier
- Rut Berglund (1897–1984), Opernsängerin
- Göte Wilhelmson (1929–2024), Musiker, Produzent und Orchesterleiter
- Karl Gustav Jöreskog (* 1935), Statistiker
- Rebecca Högberg (* 1984), Leichtathletin